# Gran Marcia Trionfale
La Gran Marcia Trionfale a été l'hymne officiel des État Pontificaux de 1857 à 1870. Elle est l'œuvre du compositeur autrichien Viktorin Hallmayer qui l'a composée en 1857.
Cette marche a remplacé l'ancien hymne pontifical Noi Vogliam Dio.
La Gran Marcia Trionfale a été jouée en public pour la première fois le 9 juin 1857 pour célébrer l'entrée du pape Pie IX à Bologne. Elle a été jouée pour la dernière fois la veille de Noël de l'année 1949.
Ce même jour a été joué pour la première fois l'Inno e Marcia Pontificale écrit par Charles Gounod et qui remplacera la Gran Marcia Trionfale en tant qu'hymne officiel de l'État du Vatican le 1er janvier 1950 avec la publication d'un décret du pape Pie XII.

## Source
- (en) Cet article est partiellement ou en totalité issu de l’article de Wikipédia en anglais intitulé « Gran Marcia Trionfale » (voir la liste des auteurs).